# Ànec griset

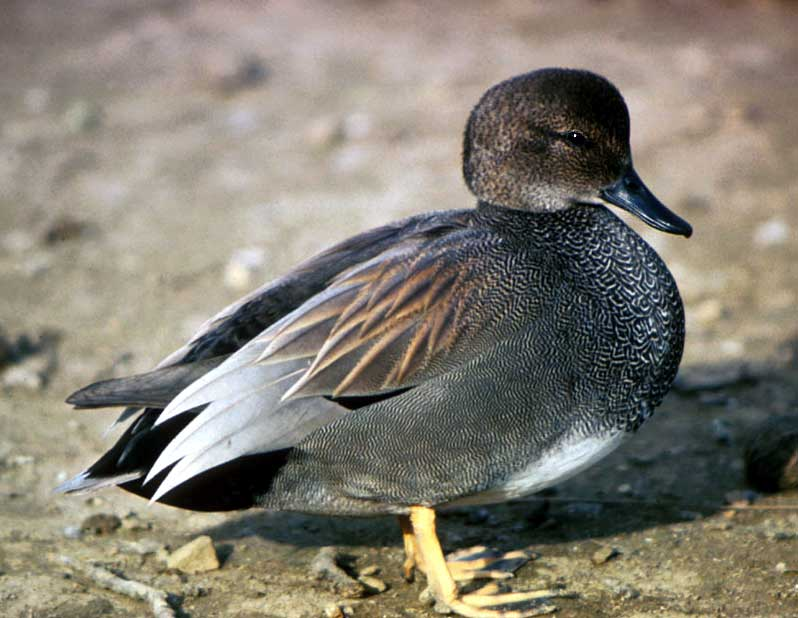
Exemplar mascle

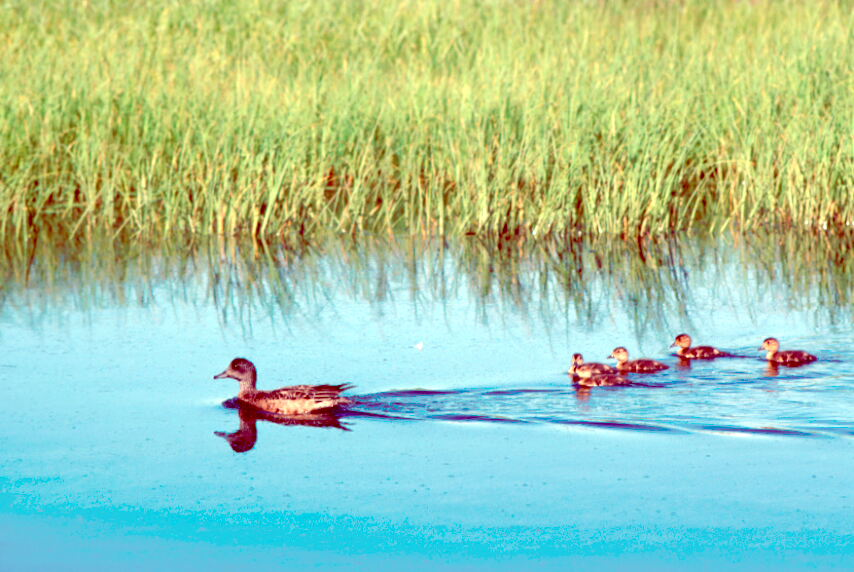
Exemplar adult amb la seua niuada

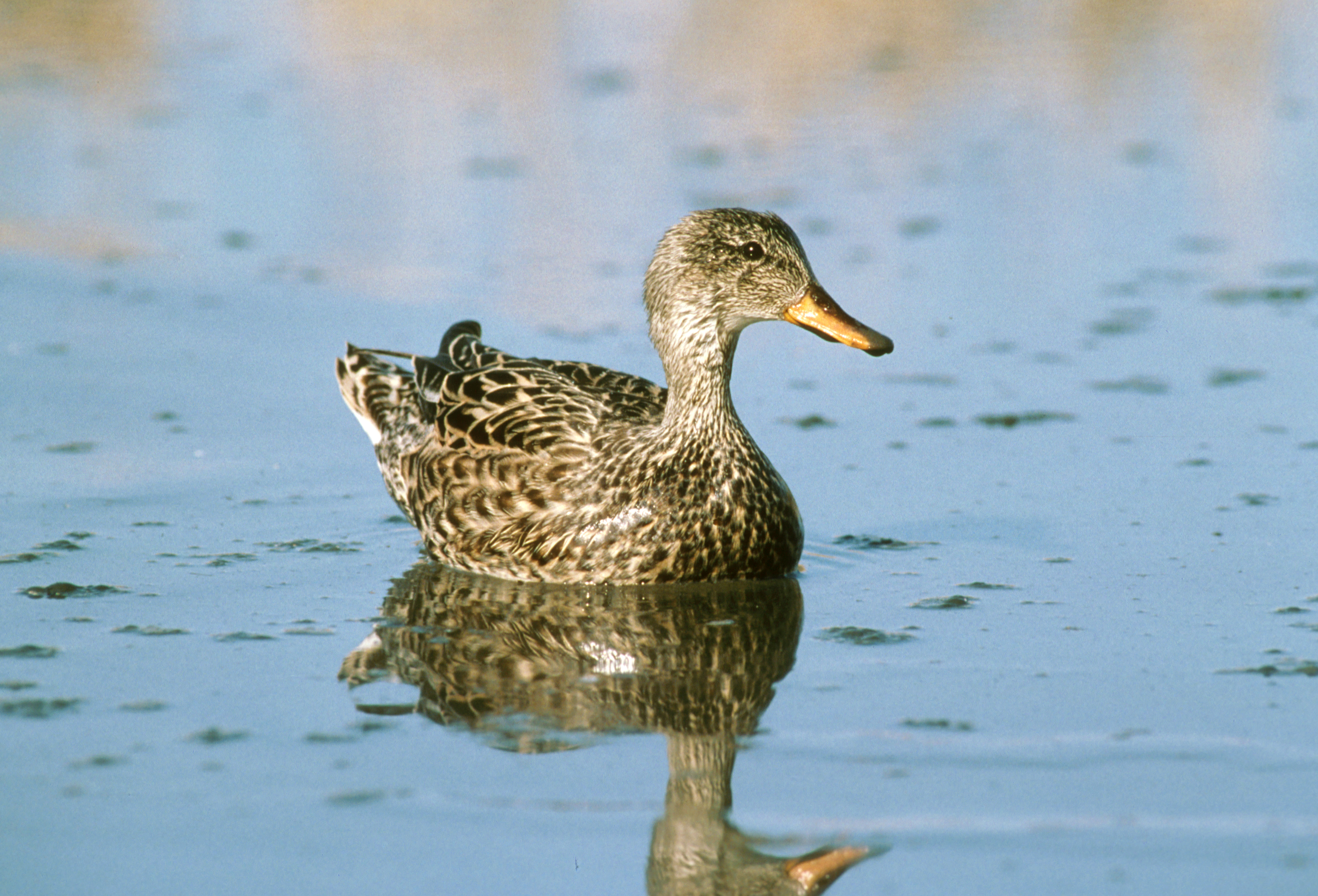
Exemplar femella

L'ànec fornigó o ànec griset (ànnera grisa) (Mareca strepera), conegut de vegades com a ascle al País Valencià, és un ànec de superfície que als estanys catalans només hiverna.

## Morfologia
- Fa 45 cm de llargària i 78-90 d'envergadura alar.
- Taca blanca a la part posterior de l'ala i que correspon al mirall (aquest s'observa bé en vol i està format per l'esmentada taca flanquejada de negre i amb una franja terrosa rogenca a la part superior).
- El mascle és de color gris, amb el pit jaspiat de blanc i la part inferior de la cua de color negre.
- La femella té el característic plomatge críptic i l'habitual taca alar blanca.
- Les potes d'ambdós sexes són de color groc ataronjat.

## Reproducció
Nia a l'est europeu i a les Illes Britàniques. Folren els nius amb fulles seques, plomes, joncs marítims (Juncus maritimus), salicòrnia i altres materials. Pel maig ponen els 8 o 17 ous corresponents, que són covats únicament per la mare, i també només la mare s'encarregarà d'alimentar els pollets, que volaran al cap de set setmanes.

## Alimentació
Menja cucs, fulles, arrels de plantes aquàtiques i petits caragols. Els pollets, al principi, són alimentats amb insectes.

## Hàbitat
Es pot observar a les masses d'aigua lliure o als marges amb vegetació litoral densa.

## Distribució geogràfica
Cria a l'Euràsia septentrional i al centre de Nord-amèrica. Hiverna al sud de la seua àrea de cria.
Als Països Catalans, és relativament comú a les zones humides a l'hivern (com ara, a l'estany de Salses, a la llacuna del Fondo i a les Balears) i, actualment, sembla que estigui en expansió (de fet, n'existeix una població força important al delta de l'Ebre).

## Costums
És un ànec poc enèrgic, que es confon entre els estols d'altres espècies (sovint, entre els ànecs collverds). Necessita quantitats d'aigua que continguin prats submergits per a poder alimentar-s'hi (només li serveixen les aigües que tenen un màxim de 20-40 cm de fondària, perquè, sent un ànec de superfície, tota la vegetació que es trobi a més profunditat, quedarà fora del seu abast).
Arriba pel setembre i torna a migrar al febrer, si bé en algunes zones resten individus que aconseguiran reproduir-se (això ha passat al delta del Llobregat i a la llacuna del Fondo, mentre que el delta de l'Ebre, amb unes 200 parelles, ocupa el primer lloc amb diferència).